# 新城勁爆家族音樂大賞
新城勁爆家族音樂大賞（英語：Hit Awards），簡稱勁爆家族音樂大賞，是香港新城電台在1992年和1993年舉辦的年度音樂頒獎典禮，亦是隨後的新城勁爆頒獎禮的雛型。

## 成立
香港新城電台在1991年9月成立，其中以播放香港流行歌曲為主的勁歌台在該年的9月9日啟播。當時勁歌台的台長陳任引薦美國電台DJ的廣播文化：DJ以輕鬆手法主持節目，節目形式不要刻板，中心主題屬次要。同時引入「電腦選歌」的概念：DJ不用自己挑選歌曲，以避免偏心的情況。
而勁歌台亦有設立一個以該台播歌頻率為指標的新城勁爆流行榜，每星期選出20大的本地流行歌曲。
由於新城電台的開台月份是在9月，故此台長陳任亦打算在每年新城電台「台慶日」，即每年的9月9日，舉行一個大型的慶祝活動，當中亦為新城勁爆流行榜作年度（這裡的「年度」是指每年9月至翌年8月間）總結，便促成了新城勁爆家族音樂大賞的年度音樂頒獎禮。

## 舉辦日期
- 第一屆：1992年9月9日
- 第二屆：1993年9月9日

新城勁歌台會作現場直播，無綫電視翡翠台亦於其後剪輯轉播。

## 頒獎禮的風格
新城勁爆家族音樂大賞採取美國格林美音樂大獎的模式，新城電台將入選歌曲分為多個類別：
- 流行音樂歌曲
- 民歌小調歌曲
- 跳舞音樂歌曲
- 怨曲及爵士歌曲
- 節奏怨曲歌曲
- 搖滾音樂歌曲
- 另類音樂歌曲

每個種類均設3個得奬名單，當中不設金、銀、銅等排名。
另外，勁爆家族音樂大賞亦設有男女歌手、組合、新登場男女組合等的金、銀、銅獎。還有其他個別獎項。

## 經屆花絮
- 由於第一屆勁爆家族音樂大賞亦是慶祝新城勁歌台一週年台慶，所以大會以「一歲生日會」為主題。眾勁歌台DJ以嬰兒裝束和語氣，開開心心的由台長陳任帶領，衝上表演舞台。不過，其後這個搞笑的開場式被對手商台的軟硬天師用來作笑柄。

## 結束
由於新城勁爆家族音樂大賞在每年9月舉行，而大賞所計算的音樂作品是由每年9月至翌年8月期間的作品，這個與當時其他音樂頒獎禮計算每年年頭至11、12月的做法大大不同。
1994年，勁歌台台長陳任請辭，新城電台請來知名DJ陳海琪為弱勢的勁歌台改革，她將新城電台的年度頒獎禮日期由每年9月重新編排至每年1月，與其他樂壇頒獎禮看齊。而頒獎禮名稱亦改為997香港勁爆流行音樂頒獎典禮，第一次該頒獎禮（即新城勁爆頒獎禮1994）則在1995年1月舉行，正式取代新城勁爆家族音樂大賞。